# Битке код Стромболија
Битке код Стромболија одиграле су се 1675. и 1676. године за време француско-холандско-шпанског рата (1672—1678) између холандско-шпанских и француских поморских снага.

## Битке
У првој бици која се одиграла 11. фебруара 1675. године надмоћна шпанска флота под командом адмирала Куева напала је из приветрине француску главнину под адмиралом Вивоном. Сјединивши се са заштитницом и помоћним снагама из Месине, Французи су одбили Шпанце и потопили им више бродова.
После обостраног појачања снага дошло је до друге битке 8. јануара 1676. године. Француском војском командовао је адмирал Дикен, а холандском адмирал Ројтер. Обе флоте појавиле су се у борбеном поретку колоне, са заштитницама на челу. Французи су напали холанђане из приветрине са 20. линијских бродова и шест брандера. Ројтер, слабији од противника (15 линијских бродова, 4 фрегате и 6 брандера и више мањих бродова) прихвата борбу и постепено се повлачи према бази холандско-шпанске флоте у Палерму. После 7 часова борбе, битка је прекинута у сумраку са неодлучним резултатом. Французи су изгубили 3 брандера и 400 људи, а Холанђани 1 линијски брод и 250 људи.